# الجثامية
الجثامية؛ هي أحد ضواحي مدينة حائل في أطرافها الشمالية الشرقية.

## وصف عام
تعتبر الجثامية منطقة زراعية خصبة بالإضافة إلى وجودها في مكان تجاري وملتقى شعبي في شمال مدينة حائل.